# Gare de Vittuone - Arluno
La gare de Vittuone - Arluno (en italien, Stazione di Vittuone-Arluno) est une gare ferroviaire italienne de la ligne de Turin à Milan, située sur le territoire de la commune de Vittuone, près de Arluno, dans la province de Milan en région de Lombardie.

## Situation ferroviaire
Établie à environ 147 mètres d'altitude, la gare de Vittuone - Arluno est située au point kilométrique (PK) 126,206 de la ligne de Turin à Milan entre les gares de Corbetta - Santo-Stefano-Ticino et de Pregnana-Milanese.

## Histoire
La station de « Vittuone » est mise en service le 18 octobre 1858 par la Société des chemins de fer Lombard-Vénitiens et de l'Italie centrale, lorsqu'elle ouvre au service la ligne de Milan à Magenta, principal tronçon de la section Lombarde de la ligne de Turin à Milan.